# Nathan de Medina
Nathan de Medina (Bruxelles, 8 ottobre 1997) è un calciatore belga di origini capoverdiane, difensore del Partizan.

## Carriera

### Club
Cresciuto nel settore giovanile dell'Anderlecht, il 31 agosto 2016 viene ceduto in prestito stagionale all'OH Lovanio.
Il 3 agosto 2017 viene acquistato a titolo definitivo dal R.E. Mouscron. Il 10 luglio 2020, rimasto svincolato, firma un triennale con l'Arminia Bielefeld.

### Nazionale
Ha esordito con la nazionale under-21 belga il 9 novembre 2017, in occasione della partita di qualificazione all'Europeo 2019 vinta per 3-2 contro Cipro.

## Statistiche

### Presenze e reti nei club
Statistiche aggiornate al 10 luglio 2020.
| Stagione             | Squadra              | Campionato           | Campionato | Campionato | Coppe nazionali | Coppe nazionali | Coppe nazionali | Coppe continentali | Coppe continentali | Coppe continentali | Altre coppe | Altre coppe | Altre coppe | Totale | Totale | Totale |
| Stagione             | Squadra              | Comp                 | Pres       | Reti       | Comp            | Pres            | Reti            | Comp               | Pres               | Reti               | Comp        | Pres        | Reti        | Pres   | Reti   |        |
| -------------------- | -------------------- | -------------------- | ---------- | ---------- | --------------- | --------------- | --------------- | ------------------ | ------------------ | ------------------ | ----------- | ----------- | ----------- | ------ | ------ | ------ |
| 2015-2016            | Anderlecht           | D1                   | 0+2        | 0          | CB              | -               | -               | UEL                | -                  | -                  | -           | -           | -           | 2      | 0      |        |
| 2016-2017            | OH Lovanio           | D2                   | 15         | 0          | CB              | 0               | 0               | -                  | -                  | -                  | -           | -           | -           | 15     | 0      |        |
| 2017-2018            | Mouscron             | D1                   | 15+3       | 2          | CB              | 1               | 0               | -                  | -                  | -                  | -           | -           | -           | 11     | 2      |        |
| 2018-2019            | Mouscron             | D1                   | 2          | 0          | CB              | 0               | 0               | -                  | -                  | -                  | -           | -           | -           | 2      | 0      |        |
| 2019-2020            | Mouscron             | D1                   | 22         | 1          | CB              | 1               | 0               | -                  | -                  | -                  | -           | -           | -           | 23     | 1      |        |
| Totale R.E. Mouscron | Totale R.E. Mouscron | Totale R.E. Mouscron | 42         | 3          |                 | 2               | 0               |                    | -                  | -                  |             | -           | -           | 44     | 3      |        |
| Totale carriera      | Totale carriera      | Totale carriera      | 59         | 3          |                 | 2               | 0               |                    | -                  | -                  |             | -           | -           | 61     | 3      |        |

### Cronologia presenze e reti in Nazionale
| Cronologia completa delle presenze e delle reti in nazionale ― Belgio under 21 | Cronologia completa delle presenze e delle reti in nazionale ― Belgio under 21 | Cronologia completa delle presenze e delle reti in nazionale ― Belgio under 21 | Cronologia completa delle presenze e delle reti in nazionale ― Belgio under 21 | Cronologia completa delle presenze e delle reti in nazionale ― Belgio under 21 | Cronologia completa delle presenze e delle reti in nazionale ― Belgio under 21 | Cronologia completa delle presenze e delle reti in nazionale ― Belgio under 21 | Cronologia completa delle presenze e delle reti in nazionale ― Belgio under 21 |
| Data                                                                           | Città                                                                          | In casa                                                                        | Risultato                                                                      | Ospiti                                                                         | Competizione                                                                   | Reti                                                                           | Note                                                                           |
| ------------------------------------------------------------------------------ | ------------------------------------------------------------------------------ | ------------------------------------------------------------------------------ | ------------------------------------------------------------------------------ | ------------------------------------------------------------------------------ | ------------------------------------------------------------------------------ | ------------------------------------------------------------------------------ | ------------------------------------------------------------------------------ |
| 9-11-2017                                                                      | Oud-Heverlee                                                                   | Belgio under 21                                                                | 0 – 0                                                                          | Turchia under 21                                                               | Qual. Europeo Under-21 2019                                                    | -                                                                              | 79’                                                                            |
| Totale                                                                         |                                                                                | Presenze                                                                       | 1                                                                              |                                                                                | Reti                                                                           | 0                                                                              |                                                                                |